# Хайрутдинов, Рамиль Равилович
Рами́ль Рави́лович Хайрутди́нов (тат. Рамил Равил улы Хәйретдинов; 16 июня 1964, Черки-Кильдуразы, Буинский район, Татарская АССР, РСФСР, СССР — 20 июня 2025, Казань, Татарстан, Россия) — советский и российский татарский историк, кандидат исторических наук. Лауреат Государственной премии Республики Татарстан имени Габдуллы Тукая (2016). Двукратный лауреат Государственной премии Республики Татарстан в области науки и техники (2008, 2020). Директор Института международных отношений Казанского (Приволжского) Федерального университета (2013—2024).

## Биография
Рамиль Равилович Хайрутдинов родился 16 июня 1964 года в деревне Черки-Кильдуразы Буинского района Татарской АССР. Из семьи сельских учителей, окончил среднюю школу № 2 в Буинске. Был пионером и комсомольцем.
В 1981—1986 годах учился на историческом факультете Казанского государственного университета имени В. И. Ленина, который окончил с отличием, получив специальность преподавателя истории и обществоведения. В студенческие годы принимал участие в археографических экспедициях. В 1989 году там же окончил аспирантуру по кафедре отечественной истории до XX века. В 1993 году получил учёную степень кандидата исторических наук, защитив диссертацию по теме «Управление государственной деревней Казанской губернии в конце XVIII — первой трети XIX вв.» (научный руководитель — М. А. Усманов). Имеет учёное звание доцента.
В 1990 году поступил на работу в отдел Свода памятников истории и культуры Татарстана Института языка, литературы и истории Казанского научного центра Российской академии наук (с 1992 года — Академии наук Республики Татарстан, где последовательно занимал должности младшего, а затем старшего научного сотрудника. В 1997—2006 годах был ведущим научным сотрудником и заведующим отделом Свода памятников Института истории АН РТ, а в 2006—2007 годах — исполняющим обязанности заведующего отделом новой и новейшей истории. В 1998—2011 годах занимал пост заместителя директора Института истории имени Ш. Марджани АН РТ по научной работе, а в 2010—2012 годах по совместительству был заведующим отделом новой и новейшей истории. Одновременно, в 2004 году стал директором автономной некоммерческой организации «Институт культурного наследия».
В 1996—2001 годах являлся председателем Республиканской ономастической комиссии Комитета по реализации Закона «О языках народов РТ» при кабинете министров РТ. В 1999 году назначен заместителем председателя Научного совета АН РТ по истории татарского народа и Татарстана. В 2002—2004 годах возглавлял Молодёжное общественное движение молодых учёных и специалистов Республики Татарстан. В 2007 году стал учёным секретарём Совета по защите докторских и кандидатских диссертаций при Институте истории АН РТ. Также является ответственным секретарём Международного научно-методического экспертного совета Республиканского фонда возрождения памятников истории и культуры РТ, членом его попечительского совета и Общественного совета при Комитете Республики Татарстан по охране объектов культурного наследия. Помимо этого, занимает должность председателя совета казанского отделения Российского исторического общества, является членом казанской комиссии по топонимике (с 2015 года).
В 2002 году стал заместителем председателя новоучреждённого Геральдического совета при президенте Республики Татарстан, а с 2006 года является его председателем. В составе авторского коллектива, в частности вместе с Р. Салиховым, является разработчиком гербов и флагов Агрызского, Азнакаевского, Аксубаевского, Актанышского, Алексеевского, Алькеевского, Альметьевского, Апастовского, Арского, Атнинского, Бавлинского, Балтасинского, Бугульминского, Буинского, Верхнеуслонского, Высокогорского, Дрожжановского, Елабужского, Заинского, Зеленодольского, Кайбицкого, Камско-Устьинского, Кукморского, Лаишевского, Лениногорского, Мамадышского, Менделеевского, Мензелинского, Муслюмовского, Нижнекамского, Новошешминского, Нурлатского, Пестречинского, Рыбно-Слободского, Сабинского, Сармановского, Спасского, Тетюшского, Тукаевского, Тюлячинского, Черемшанского, Чистопольского, Ютазинского районов, а также Набережных Челнов. Принимал активное участие в разработке символики празднования 100-летия образования ТАССР, в частности в создании соответствующей медали.

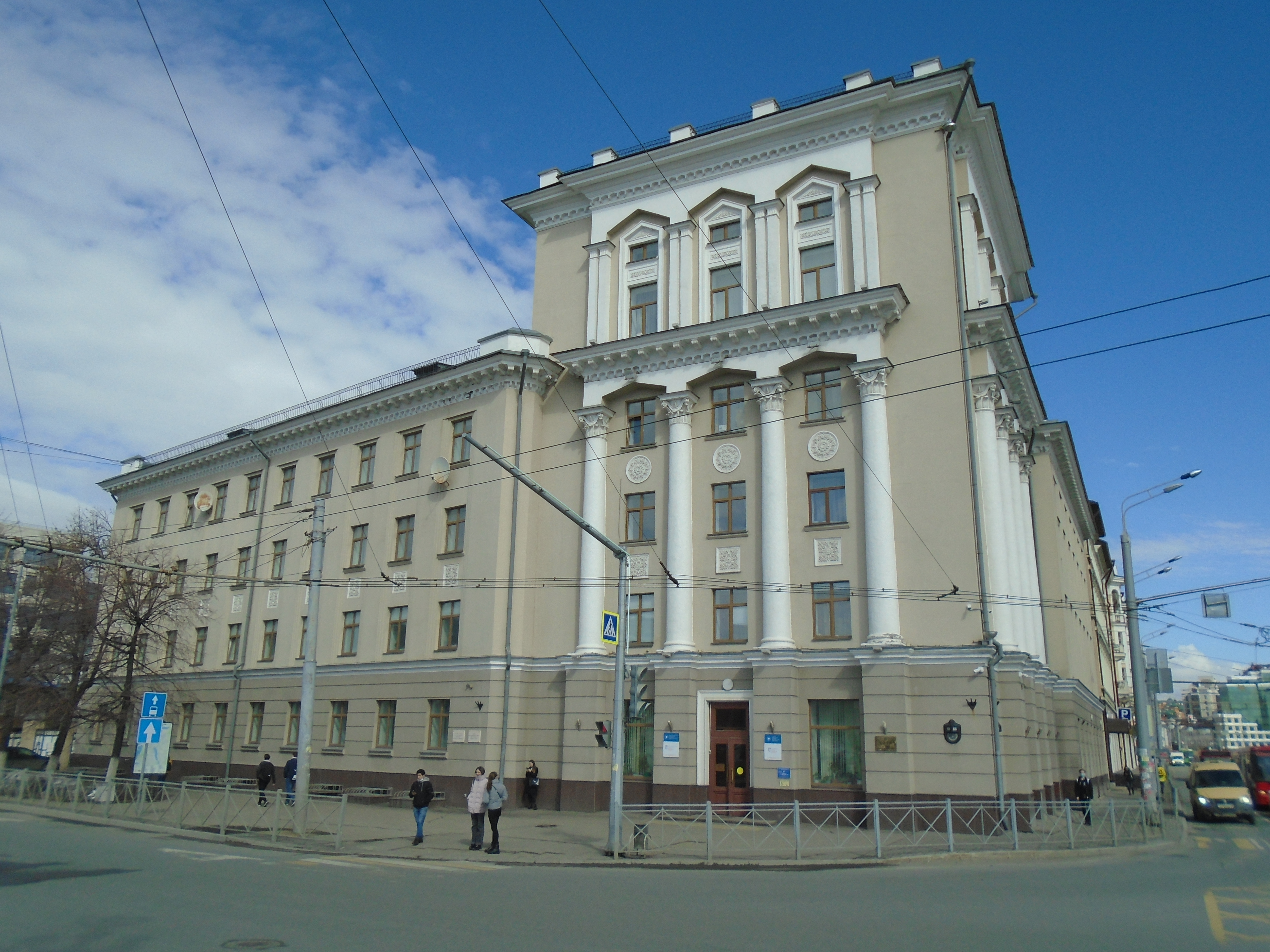
Здание Института международных отношений КФУ, 2021 год

С августа 2007 года по май 2012 года был директором Государственного историко-архитектурного и художественного музея-заповедника «Казанский Кремль», а в мае-сентябре 2012 года — первым заместителем директора. Внёс значительный вклад в налаживание экспозиционной работы музея государственности РТ, выставочного центра «Эрмитаж-Казань» и музея исламской культуры, участвовал в открытии музея естественной истории РТ и выставочного зала «Манеж». В дальнейшем участвовал в процессе реорганизации Казанского (Приволжского) Федерального университета. В мае 2011 года был назначен директором Института истории КФУ, образованного на базе прежнего исторического факультета. В сентябре 2012 года стал заведующим кафедрой отечественной истории отделения «Институт истории» Института востоковедения и международных отношений КФУ. В рамках очередной реорганизации, с июня по август 2013 года был исполняющим обязанности директора Института востоковедения и международных отношений КФУ, а в сентябре 2013 года назначен директором Института международных отношений, истории и востоковедения. В 2014 году прошёл курсы по повышению квалификации для директоров Института Конфуция в Восточно-Китайском педагогическом университете, а в 2018 году получил дополнительное профессиональное образование в Высшем медресе Мир Араб в Узбекистане. В сентябре 2018 года после очередного переименования переназначен директором Института международных отношений КФУ.
Специализируется на истории региональной культуры, местного управления на территории современного Татарстана, истории и культуре Среднего Поволжья, историко-культурном наследии и социальной структуре татарского народа, проблемах сохранения объектов культурного наследия ЮНЕСКО в России и за рубежом. Как специалист по памятниковедению Татарстана, активно участвовал в археографических экспедициях по выявлению, изучению и документированию памятников истории и культуры татарского народа. Является автором более 130 научных публикаций, в том числе 15 книг и коллективных монографий, в частности, посвящённых истории Буинска и Буинского района. Подготовил ряд высококвалифицированных специалистов, в том числе 14 кандидатов исторических наук. Большое внимание уделяет сохранению исторической памяти, популяризации патриотизма и традиционных ценностей.
Как ученый я вижу, что Россия на протяжении всей своей имперской, советской и постсоветской истории является страной-лидером. Она всегда находилась на острие мировой политики, от нее многое на этой планете зависит, она не дает рухнуть сложившемуся балансу сил. Пока существует Россия, я уверен – это навсегда, мир не будет однополюсным, а международные отношения продолжат развиваться в рамках полицентричной  системы. Сейчас же нам пытаются навязать сценарий, по которому должна править лишь одна цивилизация, одна западная культура. Наступило то время, когда страна вместе с нашими партнерами сражается за многополярный мир, и я убежден, что Россия с достоинством защитит себя и своих союзников, выйдет победителем из этого кризиса.Рамиль Хайрутдинов, 2022 год.
В 2022 году поддержал вторжение России на территорию Украины, аргументировав это попыткой «дать решительный отпор продолжающимся многие десятилетия после Второй мировой войны попыткам США и стран НАТО установить монополию во всех сферах», а также призвал «сплотиться вокруг Президента, чтобы не дать растоптать нашу государственность и государственность тех территорий, где по-прежнему звучит русская речь, где не предают общую историю и культуру». Указывая, что «Россия на протяжении всей своей имперской, советской и постсоветской истории является страной-лидером», при том, что «всю свою современную историю российское государство существовало и развивалось в условиях перманентных ограничений» и «все эти годы нас пытались ограничить в доступе к возможностям, которые представляют высокие, наукоемкие мировые технологии, которые были бы так необходимы для форсажа развития страны», отмечает, что в основе конфликта «лежит борьба за ресурсы, за гегемонию, за будущее Евразии», и внутрироссийская проблема тут заключается «в размыве духовных ценностей, идеологических основ нашего общества», «угрозах утраты собственной идентичности, культуры, осознания принадлежности к российской цивилизации».
В марте 2024 года Хайрутдинов стал фигурантом уголовного дела по обвинению в мошенничестве и превышении должностных полномочий. По версии следствия, в 2022—2023 годах он давал поручения сотрудникам института заключать соглашения на выполнение работ научно-исследовательских лабораторий «Восточный разряд» и «Клио плюс», созданных по решению исполняющего обязанности ректора Д. А. Таюрского — на деле же программы не выполнялись, а деньги были присвоены Хайрутдиновым вместе с «неустановленными должностными лицами КФУ». В апреле 2024 года он был задержан силовиками, по решению Советского районного суда арестован и отправлен в следственный изолятор до 28 мая, тогда как исполняющим обязанности директора Института международных отношений КФУ был назначен Р. Р. Фахрутдинов. Судебный процесс над Р. Р. Хайрутдиновым стартовал в мае 2025 года; представитель потерпевшей стороны (Казанского федерального университета) заявил, что претензий в части ущерба к подсудимому не имеется. Р. Р. Хайрутдинов скончался 20 июня. Похороны прошли 21 июня на центральном кладбище города Буинска. В церемонии прощания принял участие проректор по научной деятельности КФУ Дмитрий Таюрский, который в своей речи сказал, что «Рамиль Равилович всегда был нашей опорой, делал все, чтобы студенты получили качественное образование и были здоровы. Спи спокойно, дорогой друг. Твое дело навсегда останется». Директор Института истории им. Марджани АН РТ Радик Салихов вспоминал, как начинал научную карьеру вместе с Хайрудниновым, когда в самые непростые 1990-е годы «мы плечо к плечу татарскую историю, историю Татарстана, России, пытались как-то продвигать, изучать, исследовать». Соболезнование опубликовало Российское историческое общество, главой которого по Татарстану являлся Р. Р. Хайрутдинов.

## Награды
Премии

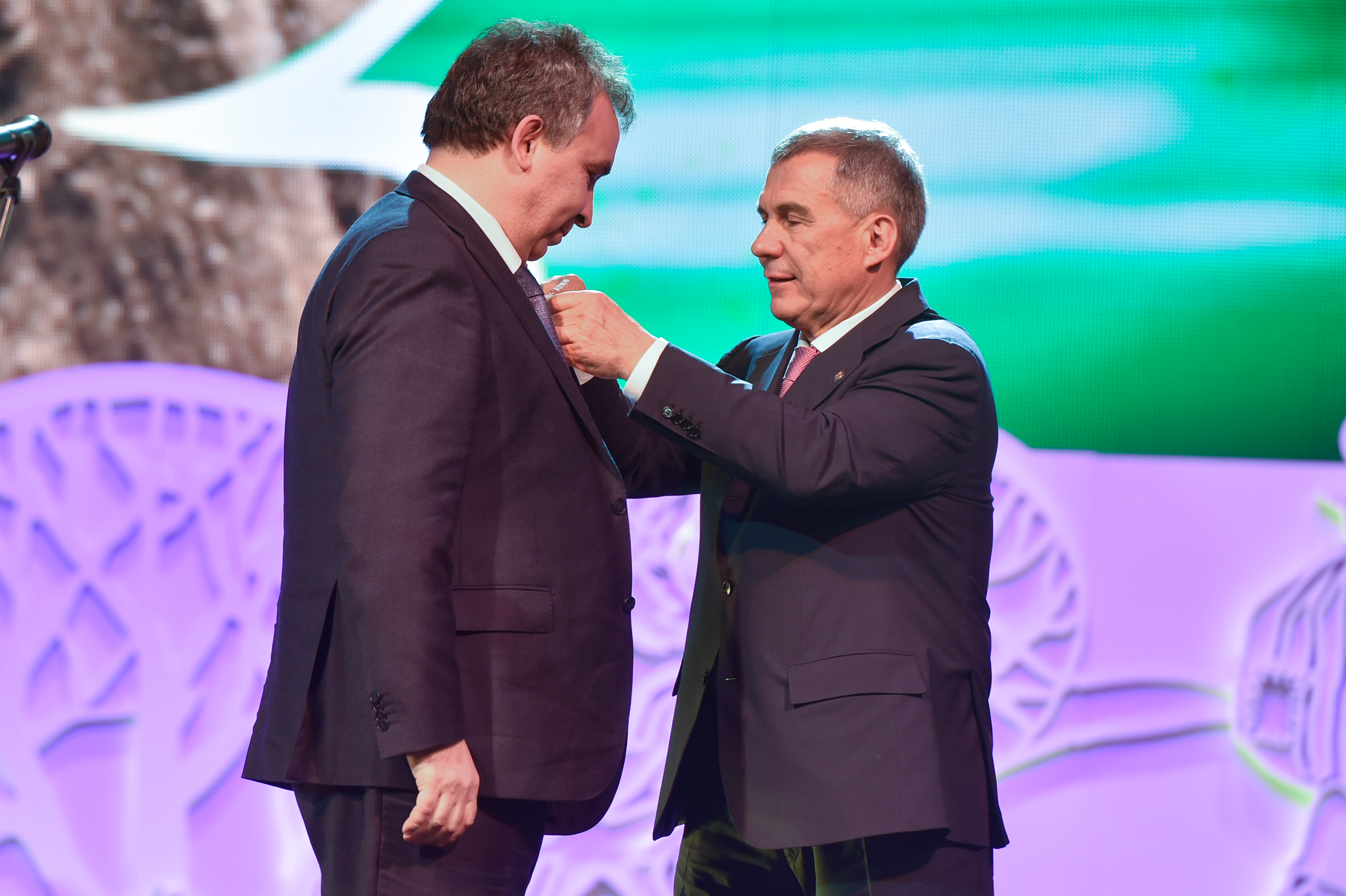
Вручение премии Тукая президентом Татарстана Рустамом Миннихановым, 2016 год

- Государственная премия Республики Татарстан в области науки и техники (10 декабря 2020 года) — за цикл работ по междисциплинарным исследованиям и сохранению памятников мирового историко-культурного наследия Российской Федерации на примере объектов Свияжска и Болгарского городища Республики Татарстан[92].
- Государственная премия Республики Татарстан имени Габдуллы Тукая (22 апреля 2016 года) — за создание художественно-пространственной экспозиционной инсталляции «Болгарская цивилизация. Дорога длиною в тысячелетия» в составе авторского коллектива[93].
- Государственная премия Республики Татарстан в области науки и техники (8 декабря 2008 года) — за цикл работ по обоснованию времени возникновения города Казани, этапов становления и развития его историко-культурного наследия[94].

Российские
- Медаль ордена «За заслуги перед Отечеством» II степени (2022 год) — за активное участие в деятельности Российского исторического общества[95].
- Медаль «В память 1000-летия Казани» (2005 год)[96].
- Почётное звание «Почётный работник науки и высоких технологий Российской Федерации» (2020 год)[97].

Татарстанские
- Орден «Дуслык» (2022 год) — за значительный вклад в реализацию государственной политики в области геральдики, многолетний плодотворный труд и активную общественную деятельность[98].
- Медаль ордена «За заслуги перед Республикой Татарстан» (2017 год)[99].
- Медаль «За доблестный труд» (2014 год)[100].
- Благодарность президента Республики Татарстан (2012 год)[101].
- Почётное звание «Заслуженный работник высшей школы Республики Татарстан[тат.]» (2024 год)[96].
- Почётное звание «Заслуженный работник культуры Республики Татарстан[тат.]» (2010 год)[5].
- Знак отличия «Почётный наставник» министерства образования и науки Республики Татарстан (2023 год)[96].
- Нагрудный знак «За достижения в культуре» министерства культуры Республики Татарстан (2007 год)[96].
- Благодарственное письмо президента Республики Татарстан (2007 год)[8].

Общественные
- Медаль «За духовное единение» Совета муфтиев России (2017 год)[102].
- Почётный знак А. Б. Лакиера «Сподвижнику Геральдики» II степени Союза геральдистов России (2005 год)[96].

## Избранная библиография
- Хайрутдинов Р. Р., Смыков Ю. И., Таишев М. М.[тат.], Валеев Р. М., Салихов Р. Р. и др. Республика Татарстан: памятники истории и культуры: каталог-справочник (коллективная монография). — Казань: Издательство «Эйдос», 1993. — 456 с.
- Хайрутдинов Р. Р., Салихов Р. Р. Республика Татарстан: памятники истории и культуры татарского народа (конец XVIII — начало XX веков). — Казань: Издательство «Фест», 1995. — 280 с.
- Хайрутдинов Р. Р., Салихов Р. Р. и др. Банк на все времена. Государственный банк в Татарстане: вчера, сегодня, завтра. — Берлин: GPMS Gmbh, 1997. — 140 с.
- Хайрутдинов Р. Р. и др. Ислам на территории бывшей Российской империи. Энциклопедический словарь. — Москва: Издательская фирма «Восточная литература» РАН, 1998. — 159 с.
- Хайрутдинов Р. Р. и др. Человек нашего времени: Штрихи к портрету известного хозяйственного руководителя, политика и ученого-профессора Т. Н. Шигабиева. — Казань: СТАР, 1999. — 174 с.
- Хайрутдинов Р. Р., Салихов Р. Р. и др. Свод памятников истории и культуры Республики Татарстан: Административные районы. — Казань: Издательство «Мастер Лайн», 1999. — Т. I. — 460 с.
- Хайрутдинов Р. Р., Салихов Р. Р. и др. Мечети Татарстана. — Казань: Издательский дом РУИЦ, 2000. — 287 с.
- Хайрутдинов Р. Р. и др. Древняя Алабуга. — Казань: Издательство «Мастер Лайн», 2000. — 222 с. — ISBN 5931390650.
- Хайрутдинов Р. Р., Салихов Р. Р. и др. Очерки истории Национального банка Республики Татарстан. — Казань: Издательство «Мастер Лайн», 2000. — 200 с. — ISBN 5931390766.
- Хайрутдинов Р. Р. и др. Хлеб Татарстана (посвящается 70-летию хлебопекарной отрасли). — Казань: Издательство «Мастер Лайн», 2001. — ISBN 5749700259.
- Хайрутдинов Р. Р., Салихов Р. Р. и др. Золотые страницы купечества, промышленников и предпринимателей Татарстана. — Казань: Яналиф, 2001. — Т. I. — 285 с. — ISBN 5943520023.
- Хайрутдинов Р. Р., Салихов Р. Р. и др. Золотые страницы купечества, промышленников и предпринимателей Татарстана. — Казань: Яналиф, 2001. — Т. II. — 269 с. — ISBN 5943520023.
- Хайрутдинов Р. Р., Салихов Р. Р. Старо-Татарская слобода — от прошлого к будущему : Материалы научно-практической конференции, Казань, 28 февраля — 1 марта 2000 г.. — Казань: Издательство «Мастер Лайн», 2001. — 247 с. — ISBN 5931391096.
- Хайрутдинов Р. Р. и др. Вакуфная собственность. Мусульманские завещания. — Казань: Иман, 2002. — 61 с.
- Хайрутдинов Р. Р., Салихов Р. Р. Из истории населенных пунктов Буинского района Республики Татарстан. — Казань: Институт истории АН РТ, 2002. — 107 с.
- Хайрутдинов Р. Р. Управление государственной деревней Казанской губернии (конец XVIII — первая треть XIX в.). — Казань: Институт истории АН РТ, 2002. — 223 с. — ISBN 5949810155.
- Хайрутдинов Р. Р., Салихов Р. Р. Татарские слободы Казани: очерки истории. — Казань: Институт истории АН РТ, 2002. — 302 с. — ISBN 5949810082.
- Хайрутдинов Р. Р. и др. Ислам на европейском Востоке: энциклопедический словарь. — Казань: Магариф, 2004. — 383 с. — ISBN 5776113970.
- Хайрутдинов Р. Р., Салихов Р. Р., Исхаков Д. М., Уразманова Р. К. Народный татарский праздник Сабантуй: методическое пособие. — Казань: Гасыр, 2004. — 84 с.
- Хайрутдинов Р. Р. и др. Сбербанк в Татарстане: традиции и современность. — Казань: Издательство «Фолиантъ», 2004. — 146 с.
- Хайрутдинов Р. Р., Салихов Р. Р. Исторические мечети Казани. — Казань: Татарское книжное издательство, 2005. — 191 с. — ISBN 5298041205.
- Хайрутдинов Р. Р. и др. Изучение,охрана,реставрация и использование памятников истории и культуры в Республике Татарстан: информационный сборник. — Казань: Министерство культуры Республики Татарстан, 2006. — 235 с. — ISBN 5942591741.
- Хайрутдинов Р. Р. и др. Ислам на территории бывшей Российской империи: энциклопедический словарь. — Москва: Издательская фирма «Восточная литература» РАН, 2006. — Т. I. — 655 с. — ISBN 5020184209.
- Хайрутдинов Р. Р. и др. Ислам на Нижегородчине: энциклопедический словарь. — Нижний Новгород: Издательский дом «Медина», 2007. — 210 с. — ISBN 9785975600219.
- Хайрутдинов Р. Р. и др. Ислам в Москве: энциклопедический словарь. — Нижний Новгород: Издательский дом «Медина», 2008. — 320 с. — ISBN 9785975600219.
- Хайрутдинов Р. Р. и др. Буинская энциклопедия. — Казань: Идел-Пресс, 2010. — 392 с. — ISBN 9785852474285.
- Хайрутдинов Р. Р. и др. Памятный знак в честь принятия ислама Волжской Булгарией, 922—2012. — Казань: ООО «Главдизайн», 2012. — 35 с.
- Хайрутдинов Р. Р. и др. Белая мечеть. — Казань: ООО «Главдизайн», 2012. — 35 с.
- Хайрутдинов Р. Р. и др. Геральдическое наследие Республики Татарстан. — Москва: Регионсервис, 2012. — 328 с. — ISBN 9785990275126.
- Хайрутдинов Р. Р. и др. Великий Болгар (коллективная монография). — Казань: Феория, 2013. — 404 с. — ISBN 9785917960418.
- Хайрутдинов Р. Р., Ларионова Т. П. и др. Культурное наследие Татарстана: иллюстрированный буклет. — Казань: ООО «Главдизайн», 2013. — 127 с.
- Хайрутдинов Р. Р., Ситдиков А. Г., Валеев Р. М. и др. Болгарский историко-археологический комплекс. — Казань: ООО «Главдизайн», 2016. — Т. I (Болгар — объект всемирного наследия ЮНЕСКО). — 399 с. — ISBN 9785996001408.
- Хайрутдинов Р. Р., Ситдиков А. Г., Валеев Р. М. и др. Болгарский историко-археологический комплекс. — Казань: ООО «Главдизайн», 2016. — Т. II (Управление объектами Всемирного культурного и природного наследия: Болгарский историкоархеологический комплекс. Культурный ландшафт Болгарского историко-археологического комплекса). — 508 с. — ISBN 9785996001415.
- Хайрутдинов Р. Р., Ситдиков А. Г., Валеев Р. М. и др. Успенский собор острова-града Свияжск в мировом культурном наследии. — Казань: ООО «Главдизайн», 2016. — Т. I. — 356 с. — ISBN 9785996001446.
- Хайрутдинов Р. Р., Ситдиков А. Г., Валеев Р. М. и др. Успенский собор. Изучение и сохранение. — Казань: ООО «Главдизайн», 2016. — Т. II. — 252 с. — ISBN 9785996001439.
- Хайрутдинов Р. Р. и др. История для всех: феномен субъективности в историческом пространстве: коллективная монография. — Казань: Издательство Казанского университета, 2017. — 297 с. — ISBN 9785000199428.
- Хайрутдинов Р. Р. и др. История для всех: феномен субъективности в историческом пространстве: коллективная монография. — Казань: Издательство Казанского университета, 2017. — 164 с. — ISBN 9785000199435.
- Хайрутдинов Р. Р. Феномен магистерского научно-образовательного пространства: монография. — Казань: Издательство Казанского университета, 2020. — 192 с. — ISBN 9785001302964.
- Хайрутдинов Р. Р., Салихов Р. Р., Измайлов Б. И., Тарунов А. М. и др. Объекты культурного наследия Республики Татарстан: иллюстрированный каталог. — Москва: Научно-информационный издательский центр, 2020. — 999 с. — ISBN 9785902156437.